# アリア (2007年の映画)
『アリア』は、2007年制作の日本映画。2008年制作の同名の日本映画（監督：村松亮太郎）とは別の作品である。

## ストーリー
主人公の太田は、古美術店に居候するピアノ調律師。ある日彼は、店の客である人形遣いの空蔵と出会う。病に倒れた空蔵に頼まれ、質流れとなったピアノを探す旅に出る太田。同行するのは、空蔵の弟子の千住と、空蔵の娘だという若い女性・伽子。そして太田は、亡くなった妻と約束していた砂浜を見つけることも旅の密かな目的として抱いていた。旅の中で、3人は様々な人物・場所に出会って行く。

## キャスト
- 塩野谷正幸：太田
- 高橋マリ子：伽子
- 片岡正二郎：千住
- 小松政夫：空蔵
- 四谷シモン：小島
- 吉田日出子：質屋の女将
- 若松孝二：神楽さん
- 正司歌江：ヒッチハイクのおばさん
- ミッキー・カーチス：レストランの主人
- 常田富士男：校長先生
- 内田紳一郎：質屋の主人
- 喜多敏之：バーのマスター

## スタッフ
- 監督・脚本：坪川拓史
- プロデューサー：白内寿一
- 撮影：板垣幸秀
- 照明：田中利夫
- 美術：新田隆之
- 録音：山方浩
- 編集：阿部亙英
- 衣装：宮本まさ江
- 音楽：関島岳郎
- スチール：与那覇政之
- メイク：清水ちえこ
- 人形制作：井桁裕子
- スクリプター：樽角みほり
- 助監督：日暮謙・根木裕介
- 制作：松井千佳

## 受賞歴
- 第2回KINOTAYO現代日本映画祭 観客賞
- 第4回ユーラシア国際映画祭（カザフスタン） 中央アジア映画連盟選出最優秀作品
- 第2回横浜黄金町映画祭 観客賞